# الرقابة على يوتيوب

| يحتوي على إصدار محلي من يوتيوب يمكن الوصول إليه | محظور حاليا كان محظور سابقا |

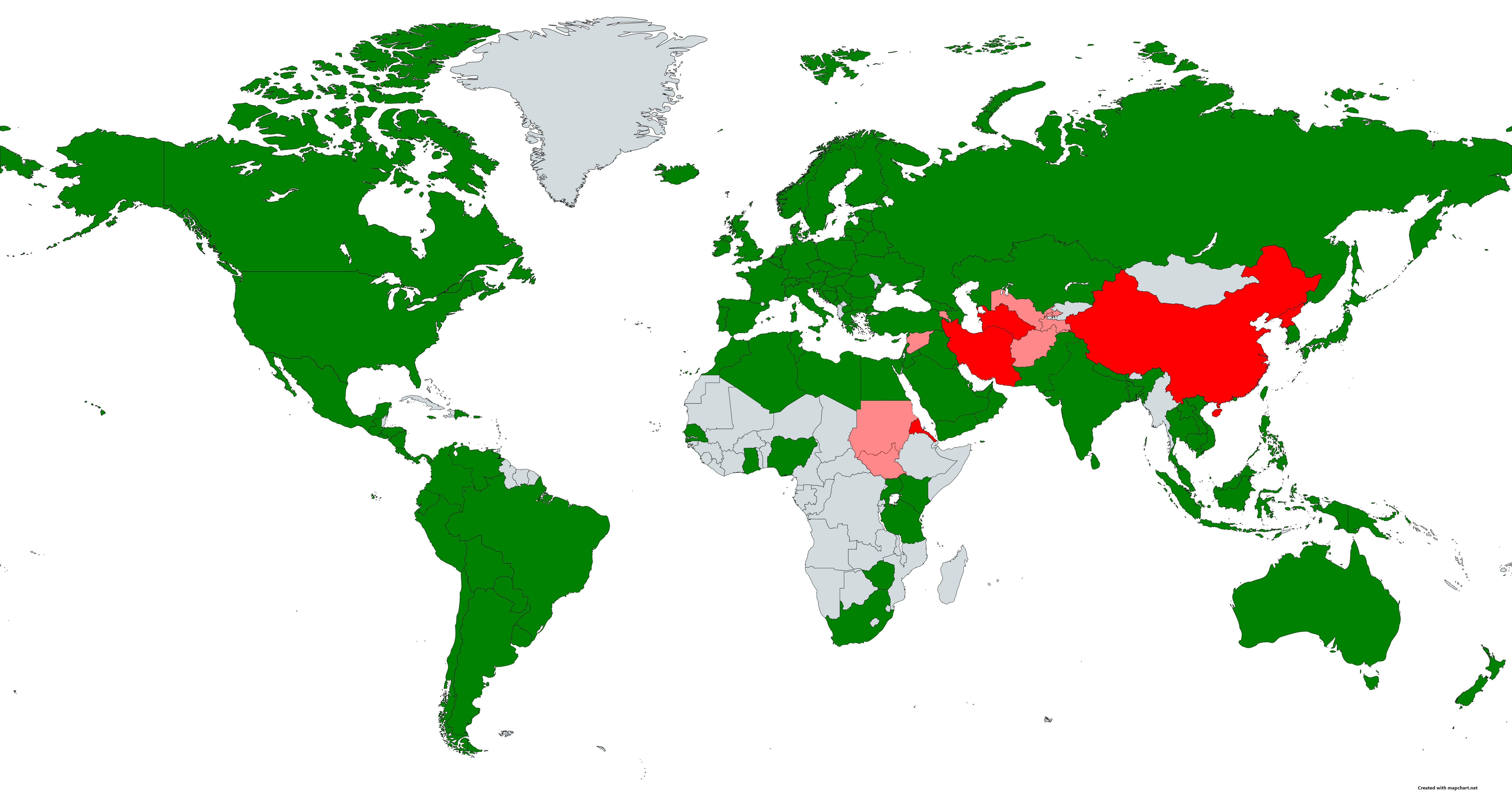
موقف الدول تجاة الرقابة على يوتيوب
يحتوي على إصدار محلي من يوتيوب
يمكن الوصول إليه
محظور حاليا
كان محظور سابقا

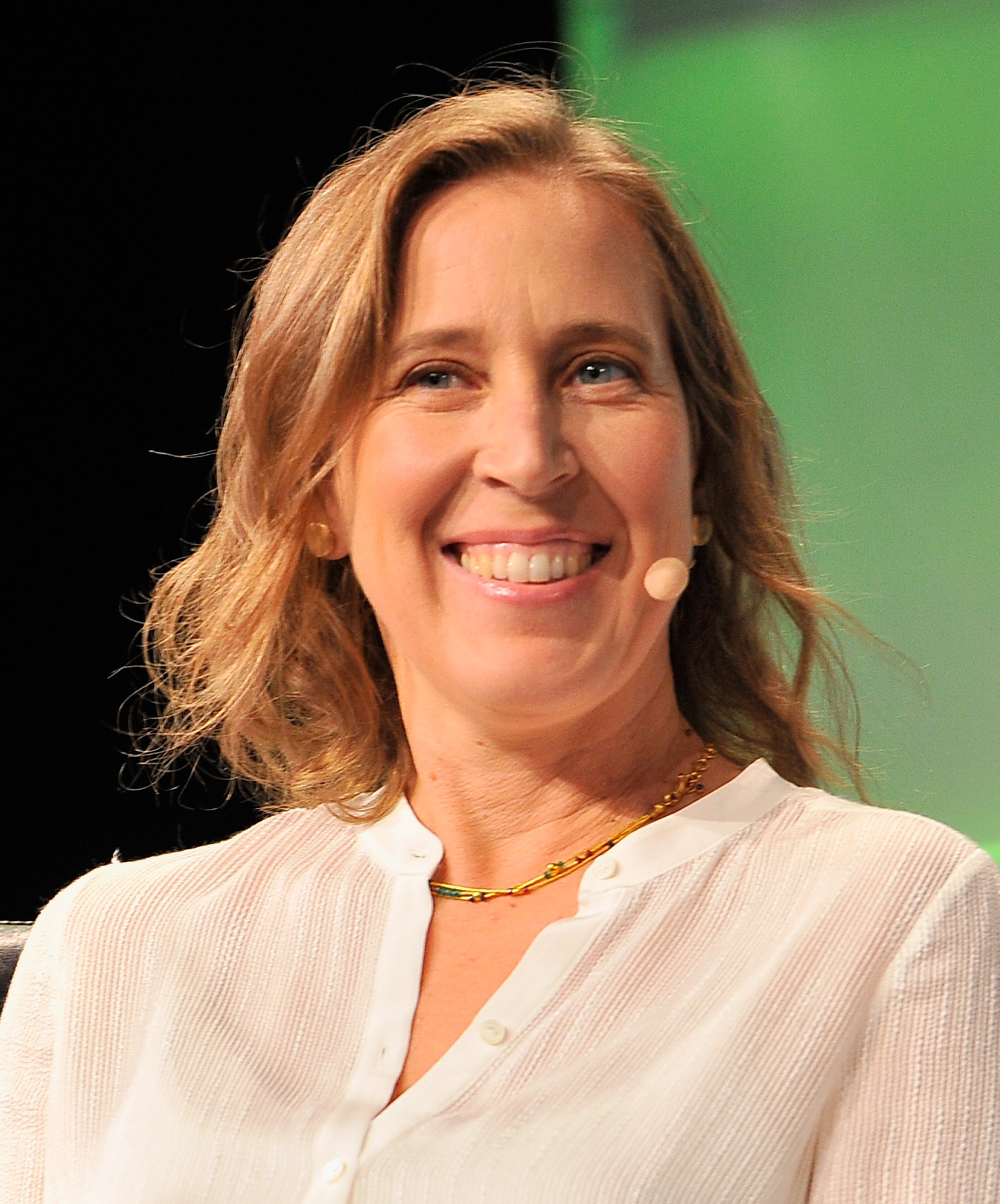
سوزان وجسيكي، المدير التنفيذي لليوتيوب.

تعتبر منصة يوتيوب لمشاهدة ومشاركة الفيديوهات هي ثان أكثر المواقع شيوعا لعام 2017 وفقا لموقع أليكسا إنترنت. وفقا للصفحة الرسمية للمنصة، يمتلك يوتيوب أكثر من مليون مستخدم، يرى هؤلاء المستخدمين أكثر من مليار ساعه من الفيديوهات يوميا.
بدأت بعض الدول بفرض الرقابة على يوتيوب تزامنا مع ظهور مدى تأثيره على الشعوب.

## الصورة العامة
قد يقوم يوتيوب بحظر بعض الفيديوهات للعديد من الأسباب مثل:
- الحد من مشاهدة محتوى ما قد يشعل اضطرابات اجتماعية أو سياسية.
- منع انتقاد الحاكم، جوجل، الحكومة، مسئولي الحكومة، دين أو رموز دين ما.
- المحتوى الذي ينتهك القوانين الوطنية، مثل:
  - قوانين حقوق النشر والملكية الفكرية.
  - زعزعة الأمن القومي.
  - المحتويات التي تحرض على الكراهية والعنصرية.
- المقاطع الجنسية.

غالبًا ما تحظر المؤسسات، المدارس، الوكالات الحكومية والمؤسسات الخاصة الأخرى مواقع الشبكات الاجتماعية بما في ذلك منصة يوتيوب بسبب قيود النطاق الترددي ومتطلبات الموقع.
تحظر بعض البلاد منصة يوتيوب تماما إما لفترة زمنية محدودة (مثل فترات الاضطرابات، الثورات، فترة الاستعداد للانتخابات أو استجابة للاحتفالات السياسية القادمة) أو على المدى الطويل. في حين يكون الدخول إلى الموقع مفتوحا في دول أخرى لكن يتم حظر الوصول إلى مقاطع فيديو محددة. يوافق يوتيوب في حالة إرادة بلد حظر المنصة نتيجة فيديو معين على إزالة الفيديو أو تقييد الوصول إلية بهدف السماح إزالة الحظر على المنصة.
بحلول سبتمبر 2012، كانت كل من الصين، باكستان، سوريا وتركمانستان هم من لديهم حظر وطني كامل ودائم على يوتيوب. نظرا للخلاف بين شركتي جيما ويوتيوب حول حقوق الملكية يتعذر الوصول إلى العديد من مقاطع الفيديو التي تعرض أغانٍ محمية بحقوق الطبع والنشر في ألمانيا، لكن مع حلول نوفمبر 2016 تم الوصول إلى اتفاق وأصبحت تلك الفيديوهات قابلة للوصول.
تحظر بنود خدمة يوتيوب نشر مقاطع الفيديو التي تنتهك حقوق الطبع والنشر أو تصوير المواد الإباحية، الأعمال غير القانونية، العنف غير المبرر أو الكلام الذي يحض على الكراهية. يتم إزالة تلك المقاطع التي ينشرها المستخدمون واستبدالها برسالة تقول: 

«لم يعد هذا الفيديو متاحًا بسبب انتهاك محتواه لبنود خدمة يوتيوب».
يقدم يوتيوب ميزة التمكين المعروفة باسم «وضع تقييد المحتوى» والتي تعمل على تصفية مقاطع الفيديو التي قد تحتوي على محتوى للبالغين.

## بلدان محظور فيها يوتيوب الآن

### الصين
تم حظر يوتيوب للمرة الأولى في الصين لعدة أشهر فقط، في الفترة من 16 أكتوبر 2007 إلى 22 مارس 2008.

في 24 مارس 2009، تم حظره ولم يصدر أي بيان من المتحدث الرسمي باسم وزارة الخارجية يؤكد الحظر ويذكر أسبابه أو ينفي الخبر، منذ ذلك الحين لا يمكن الوصول إلى منصة يوتيوب في الصين إلا في هونغ كونغ، ماكاو وتايوان بطريقة غير مباشرة. يمكن الوصول إليه أيضا في منطقة شنغهاي للتجارة الحرة وبعض الفنادق المعينة.
مع حلول عام 2018، إذا تم البحث عن عبارة يوتيوب في محرك البحث بايدو تظهر الرسالة التالية:
«بسبب السياسات المحلية لا نستطيع عرض هذا المحتوى».
على الرغم من حظر الصين لمنصة يوتيوب من خلال جدار الحماية العظيم، إلا أن العديد من وسائل الإعلام الصينية بما في ذلك تلفزيون الصين المركزي نفسه لديها حساب رسمي على يوتيوب. وفقا لموقع أليكسا إنترنت، يأتي موقع يوتيوب في المركز الحادي عشر في قائمة أكثر المواقع زيارة في الصين.

### إيران
حظرت إيران يوتيوب والعديد من المواقع الأخرى في 3 ديسمبر 2006. بررت الحظر بأنها مواقع تنتهك قواعد السلوك الاجتماعي والأخلاقي بعد نشر يوتيوب فيديو يظهر فيه ممثل إيراني يمارس الجنس. رفع الحظر عن يوتيوب بعد الانتخابات الرئاسية الإيرانية لعام 2009 لامتصاص غضب وثورة الشباب. في عام 2012، ألغت إيران الحظر على جوجل تزامنا مع صدور الإعلان الدعائي لفيلم براءة المسلمين على يوتيوب.
في 20 يناير 2016، حظرت إيران يوتيوب مرة أخرى. استمر الحظر داخل البلد بصورة كاملة حتى أغسطس 2017 حينما سمحت به داخل المدارس والجامعات لأغراض تعليمية. مع معارضة بعض الشركات، البرامج التلفزيونية المشاهير والسياسيين المعتدلين الحظر يتوقع الكثير أن يتم رفع الحظر في الأشهر القادمة.

### كوريا الشمالية
تم حظر يوتيوب في كوريا الشمالية وفقا لقوانين البلاد المتعلقة بالإنترنت. تم حظره بالكامل منذ أبريل 2016، مع تهديد الحكومة بالعقاب لكل من يحاول الولوج إلى الموقع.

## دول حظرت يوتيوب

### أفغانستان
في 12 سبتمبر 2012، تم حظر يوتيوب داخل أفغانستان نتيجة تداول المقطع الدعائي لفيلم براءة المسلمين المسيء للإسلام. تم إلغاء الحظر على يوتيوب في 1 ديسمبر 2012.

### أرمينيا
في أعقاب الانتخابات الرئاسية المتنازع عليها في فبراير 2008، حظرت الحكومة الأرمنية يوتيوب لمدة شهر بعد تداول المعارضة فيديو يظهر وحشية الشرطة في التعامل مع المتظاهرين المعارضين للحكومة.

### بنغلاديش
في مارس 2009، تم حظر يوتيوب في بنغلاديش بعد تداول تسجيل لرئيس الوزراء غاضبا أثناء حديثة مع قادة الجيش حول موضوع تمرد حرس الحدود في دكا. ألغت الحكومة الحظر في 21 مارس.
في 17 سبتمبر 2012، تم حظر يوتيوب للمرة الثانية بعد تدوال المقطع الدعائي للفيلم المسيء للإسلام براءة المسلمين. ألغت وزارة الاتصالات الحظر في 5 يونيو 2013.

### البرازيل
في يناير 2007، تمت مقاضاة يوتيوب من قبل عارضة الأزياء البرازيلية ومقدمة إحدى البرامج الموسيقية في شبكة قنوات إم تي في البرازيلية دانييلا سيكاريللي (خطيبة رونالدو لاعب كرة القدم السابقة) وصديقها بعد تداول المنصة لفيديو لها مع صديقها يمارسوا الجنس على الشاطئ الأسباني. لم يحتوي الفيديو على محتوى جنسي صريح. طلبت الدعوى أن يحظر يوتيوب الفيديو في البرازيل إلى أن يتم إزالة جميع نسخ الفيديو على الإنترنت.
في يوم السبت الموافق 6 يناير 2007، أصدرت المحكمة أمرا بوضع مرشحات لمنع المستخدمين في البرازيل من الوصول إلى يوتيوب. تعرض الحكم لحملات كثيرة من التشكيك في فعاليته، حيث لم يمكن الفيديو متاحا فقط على يوتيوب وإنما على العديد من المواقع الأخرى. ألغت المحكمة قرارها في يوم الثلاثاء الموافق 9 يناير 2007.
في يونيو 2007، حكم قاضي على سيكاريللي وصديقها بدفع كل تكاليف أتعاب المحكمة والمحامي، غير 10,000 ريال برازيلي (ما يعادل تقريبا 3,203 دولار) للمتهمين الثلاثة وهم جلوبو، أي جيه ويوتيوب.

### إريتريا
تم حظر يوتيوب بشكل متقطع في إريتريا منذ عام 2011 من قِبل بعض مزودي خدمة الإنترنت، على الرغم من تصريح المتحدث باسم بيت الحرية بأن السبب وراء هذا الحظر هو اعتبارات النطاق الترددي وليس تدخل حكومي.

### فنلندا
في 30 نوفمبر 2017، أغلب مقاطع الفيديو الموسيقية على يوتيوب تم حظرها من قبل منظمة حقوق الأداء الفنلندية غير الربحية «تيوستو» في فنلندا. بررت المؤسسة موقفها بأن جوجل هي من حظرت المقاطع لعدم وجود اتفاق سابق على عرض مقاطع الفيديو الموسيقية في فنلندا. وفقا لتيوستو، حصلت الشركة على اتفاق مؤقت لعرض مقاطع الفيديو في صباح 30 نوفمبر. بالفعل بدأت المقاطع بالعودة في وقت لاحق من نفس اليوم.

### ألمانيا
يرجع حظر يوتيوب في ألمانيا لأسباب تتعلق بحقوق الطبع والنشر والملكية الفكرية الذي سبب النزاع الكبير بين يوتيوب وبين منظمة جيما (جمعية الأداء الموسيقي وحقوق النسخ الميكانيكي). وفقًا لمحكمة ألمانية في هامبورغ، فإن منصة يوتيوب التابعة لشركة جوجل يمكن أن تقاضى بسبب الأضرار التي تسببها نتيجة استضافة مقاطع فيديو محمية بحقوق الطبع والنشر بدون إذن صاحب الحقوق. لذلك منذ نهاية مارس 2009 وانتهاء صلاحية الإتفاق السابق ومع توقف المفاوضات للحصول على ترخيص جديد، حجب يوتيوب مقاطع الفيديوهات الموسيقية للفنانين داخل ألمانيا.
في 31 أكتوبر 2016، انتهت المعركة التي دامت لمدة سبع سنوات بعد وصول كل من يوتيوب وجيما لإتفاقية جديدة بشأن حقوق التأليف.

### أندونيسيا
في 1 أبريل 2008، طلب وزير الإعلام الاندونيسي محمد نوح من يوتيوب إزالة فيلم فتنة، فيلم مثير للجدل قام به السياسي اليميني الهولندي خيرت فيلدرز، وأمهلهم يومين لحجب الفيلم أو ستقوم الحكومة بحجب يوتيوب من البلاد. في 4 أبريل، بعد فشل يوتيوب في إزالة الفيديو، طلب نوح من جميع مزودي خدمات الإنترنت حجب يوتيوب.
في اليوم التالي (5 أبريل)، تم حظر يوتيوب لفترة وجيزة لاختباره على مزود خدمة إنترنت واحد. بعد مرور أربع أيام من طلب نوح (8 أبريل) تم حجب كلا من ماي سبيس، ميتاكافيه، رابيد شير، مالتيبلي، لايف ليك وصفحة فتنة الرسمية في إندونيسيا على جميع مزودي خدمات الإنترنت. لم يستمر الحظر كثيرا، ففي يوم 10 أبريل تم إلغاء الحظر.

### ليبيا
في 24 يناير 2010، حظرت ليبيا موقع يوتيوب بشكل دائم بعد عرضه لمقاطع فيديو تحتوي على مظاهرات في العاصمة الليبية طرابلس وبنغازي من قبل عائلات أو محتجزين قُتلوا في سجن أبو سليم عام 1996، غير مقاطع فيديو لأفراد عائلة الزعيم الليبي معمر القذافي في حفلات فاخرة.
أدانت العديد من منظمات حقوق الإنسان مثل هيومن رايتس ووتش هذا الحظر. في نوفمبر 2011، بعد الحرب الأهلية الليبية تم إلغاء الحظر، لكن لم يتم إطلاق إصدار محلي للموقع حتى مطلع عام 2015.

### ماليزيا
في مايو 2013، تم حظر مقاطع فيديو معارضة لسياسات الحكومة الماليزية من يوتيوب، على الرغم من وعود الحكومة بعدم فرض الرقابة على الإنترنت. أظهرت تحليلات حركة المرور الشبكي قيام مزودي خدمة الإنترنت بمسح عناوين المستخدمين ومنعهم من عرض يوتيوب وفقًا لمفتاح الفيديو.

### المغرب
في 25 مايو 2007، حظرت شركة اتصالات المغرب التابعة للدولة يوتيوب. لم يصدر أي بيان رسمي يوضح سبب قيام الدولة بذلك. لتتصدر بذلك تكهنات المعارضة بأن السبب هو خوف الملك محمد السادس من حركة استقلال الصحراء الغربية، جبهة البوليساريو أو حتى خوفه من الفيديوهات المعارضة له شخصيا التي قد تؤدي إلى زعزعة ملكه.
لم يؤثر الحظر على مزودي خدمات الإنترنت الآخرين في البلاد كشركتي إنوي وأورنج المغرب.
لم يستمر حظر شركة اتصالات المغرب لليوتيوب أكثر من 5 أيام، ففي 30 مايو 2007 تم رفع الحظر وأعلنت الشركة بشكل غير رسمي أنه لم يوجد حظر وأن الأمر كله يتلخص في خلل فني لا أكثر.

### باكستان
في فبراير 2008، حظرت هيئة الاتصالات الباكستانية (PTA) موقع يوتيوب من على جميع مزودي خدمات الإنترنت الباكستانية احتجاجا على فيلم فتنة إنتاج السياسي الهولندي اليميني خيرت فيلدرز، حيث يسيء الفيلم للمسلمين. كما دعت دول هيئة الاتصالات دول العالم جميعا بحظر يوتيوب لمدة ساعتين يوم 25 فبراير 2008 في حالة عدم مسح الفيديو. في حين علق بعض المدونين والمعارضين أن سبب الحظر هو اخفاء الفيديوهات التي تظهر فيها الحكومة متلاعبه في نتائج الانتخابات العامة لعام 2008.
في 27 فبراير، تحت ضغط كلا من المدونات الباكستانية، الصحف، وسائل الإعلام وأحزاب المعارضة تم إلغاء الحظر من على الموقع بعد مسح المقاطع الدعائية لفيلم فتنة.

في 20 مايو 2010، ظهرت بعض الحركات التي تطالب بحظر الموقع مرة أخرى بعد ظهور مقاطع من الفيلم على الوتيوب مرة أخرى، الأمر الذي استجابت له الحكومة وحظرت الموقع مرة أخرى. استجاب يوتيوب لطلبات الحكومة وحذف المقاطع المسيئة في 27 مايو 2010. تم إلغاء الحظر في نفس اليوم.
في 17 سبتمبر 2012، حظرت هيئة الاتصالات الباكستانية (PTA) يوتيوب احتجاجا على فيلم براءة المسلمين المسيء للإسلام. في 11 ديسمبر 2013، أعلنت هيئة الاتصالات الباكستانية أنها أقنعت إدارة جوجل بتقديم إصدار يوتيوب محلي إلى باكستان، حيث سيكون من السهل إزالة المواد «غير المقبولة» من إصدار محلي مقارنة بالإصدار العالمي. لكن تم تأجيل موافقة الحكومة عليه ولم توافق حتى يوم 21 أبريل 2014، عندما وافق مجلس الشيوخ الدائم لحقوق الإنسان على الإصدار.

### روسيا
بعد حصول الفيديو الذي يدعي المسؤولية عن تفجيرات مترو الأنفاق في موسكو 2010 على أكثر من 800,000 مشاهدة في أربعة أيام فقط، تم حذفه من على موقع يوتيوب بالتزامن مع حذف باقي فيديوهات دوكو عمروف. ظهر بعد ذلك أنه قد تم حذف ما يقرب من 300 مقطع فيديو من على مركز كافكاز تحت بند «محتوى غير لائق». تم إلقاء اللوم على الحكومة الروسية بأنها من ضغطت على يوتيوب لاتخاذ مثل هذه التدابير.
في 28 يوليو 2010، أمرت محكمة في مدينة كومسومولسك-نا-أموري أحد مزودي خدمة الإنترنت المحليين بحظر الوصول إلى كلا من يوتيوب، الأرشيف والعديد من المواقع الأخرى التي تعرض كتبا للتنزيلات. بررت قرارها فيما بعد بأن هذة المواقع قد تحتوي على محتوى متطرف. لم يتم تنفيذ الأمر فحسب بل تراجعت المحكمة عن قرارها. حتى الآن ما زال يوتيوب متاح داخل روسيا.
في 4 سبتمبر 2017، أعلنت روسكوماندزور (الدائرة الاتحادية للرقابة الاتصالات وتقنية المعلومات والإعلام) عن عزمها حذف مقطع فيديو تم إصداره بواسطة قناة نيماجيا الشهيرة على يوتيوب والتي يصف فيها المدونان أليكسي بيسكوفيتن وميخائيل بيشرسكاي استراتيجيات الأعمال غير الأخلاقية التي يقوم بها بنك تنكوف.

### السودان
منعت السلطات السودانية يوتيوب في 21 أبريل 2010، عقب الانتخابات الرئاسية لعام 2010، كما حظرت أيضًا مالك يوتيوب على موقع جوجل. جاء هذا ردا على انتشار فيديو يظهر فيه عاملين في مفوضية الانتخابات الوطنية بزيهم الرسمي يملأون مع طفل بطاقات الترشح في منطقة همشكورب ويضعونها في صناديق الانتخابات. مع تمديد فترة التصويت لإنهاء عملهم.
لم تكن هذه هي المرة الأولى التي تحظر فيها السودان منصة يوتيوب، فقد حظرته قبل ذلك في عام 2008 لأسباب غير معروفة.
في 17 سبتمبر 2012، حظرت شركة الاتصالات الوطنية مجددًا يوتيوب احتجاجا على المقطع الدعائي لفيلم براءة المسلمين المسيء للإسلام.

### جنوب السودان
تم حظر يوتيوب في جنوب السودان بسبب الجدل المرتبط بفيلم براءة المسلمين، الفيلم مثير للجدل المسئ للإسلام.

### طاجيكستان
في يوليو 2012، حظرت السلطات الطاجيكية موقع يوتيوب ردًا على مقاطع الفيديو التي تم تحميلها تظهر فيها عنف الشرطة في التعامل مع المتظاهرين. لم يدم الحظر طويلا، فبعد ثمانية أيام تم إلغاء الحظر. تم حظره مرة ثانية في العام نفسه، بعد مقطع فيديو ساخر للرئيس إمام علي رحمان الأمر الذي تم اعتبراه اساءة واضحة للحكومة وللحاكم.
في عام 2013، منعت طاجيكستان يوتيوب للمرة الثالثة بسبب شريط فيديو يصور الرئيس على رحمن يرقص ويغني في حفل زفاف ابنه في عام 2007.

### تايلاند
في عام 2006، حظرت الحكومة التايلاندية يوتيوب داخل البلاد في محاولة للضغط على شركة جوجل لمسح 20 فيديو قبل أن تلغي الحظر على يوتيوب.
في 8 مارس 2007، حظرت الحكومة التايلاندية يوتيوب مرة أخرى بدون إبداء أي سبب رسمي. ظهرت العديد من السيناريوهات عن سبب الحظر أشهرها هو خطاب رئيس الوزراء السابق ثاكسين شيناواترا على قناة سي إن إن. لم يستمر الحظر هذه المرة أكثر من يومين حيث تم إلغاء الحظر في 10 مارس 2007. لم يمض وقت كثير قبل أن تعود الحكومة في ليلة 3 أبريل 2007 بحظره مرة أخرى بسبب فيديو يهين الملك بوميبول أدولياديج. صرح المتحدث الرسمي باسم وزارة تكنولوجيا المعلومات والاتصالات التايلندية بأن الوزارة ستلغي الحظر بعد أن يمسح الفيديو من الموقع بأيام قليلة. صرح وزير الاتصالات سيتثيكاي بوكاي أودوم بعد ذلك قائلا:
«سنلغي الحظر بمجرد أن يمسح الموقع الفيديو».
توصل الطرفان إلى اتفاق في 30 أغسطس 2007.
في 21 سبتمبر 2007، أعلنت السلطات التايلاندية نيتها عن مقاضاة موقع يوتيوب تجاة ما نشرته عن محاولات بريم تينسولانوندا في التلاعب بالخلافة لتنصيب نفسه ملك على تايلاند.

### تونس
كانت منصة يوتيوب محظورة في تونس لعدة سنوات قبل الثورة التونسية عام 2011.

### تركمانستان
في 25 ديسمبر 2009، تم حظر يوتيوب داخل تركمانستان لأسباب أمنية من قبل مزود خدمة الإنترنت الوحيد في البلاد. تم حظر مواقع أخرى مثل لايف جورنال.

### الإمارات العربية المتحدة
قامت هيئة تنظيم الاتصالات الإماراتية بحظر منصة يوتيوب في أغسطس 2006. لم يستمر الحظر طويلا، فسريعا ما ألغت الهيئة الحظر بعد إضافة مزود خدمة يمنع وجود محتوى للبالغين على الموقع الإلكتروني ليتناسب بذلك مع القيم الدينية، الثقافية، السياسية والأخلاقية لدولة الإمارات.

## وصلات خارجية
- الرقابة على يوتيوب: التاريخ الحديث.
- حرية التعبير في عصر يوتيوب
- تقرير الشفافية وفقا لجوجل.